# جوردن پرینتیس
جوردن پرینتیس (به انگلیسی: Jordan Prentice) (زاده ۳۰ ژانویهٔ ۱۹۷۳) بازیگر کانادایی است.
از فیلم‌های معروف او می‌توان به بازی در فیلم در بروژ، ۱۱ ساعت اشاره کرد.